# Ternana Calcio 2001-2002
Questa pagina raccoglie le informazioni riguardanti la Ternana Calcio nelle competizioni ufficiali della stagione 2001-2002.

## Stagione
Nella stagione 2001-2002 la Ternana disputa il campionato di Serie B, raccoglie 45 punti con il quart'ultimo posto in classifica, retrocedendo in Serie C1. Ma il fallimento della Fiorentina, retrocessa nella serie cadetta, permette alla Ternana, proprio grazie al quart'ultimo posto, di essere ripescata per il prossimo campionato di Serie B. Tre gli allenatori che si sono alternati per portare alla salvezza le fere, senza riuscirci sul campo, nonostante l'ottimo girone di ritorno, chiuso con 30 punti, alle spalle delle promosse. Ha pagato il pessimo girone di andata, terminato a gennaio al penultimo posto con 15 punti. Il miglior marcatore stagionale dei rossoverdi è stato Fabrizio Miccoli con 18 reti, 3 delle quali in Coppa Italia e 15 in campionato. Nella Coppa Italia la Ternana ha vinto il settimo gruppo di qualificazione, eliminando Chievo, Pistoiese e Prato, poi nel secondo turno esce dal torneo per mano dell'Udinese.

## Rosa
| N. |                        | Ruolo | Calciatore            |
| -- | ---------------------- | ----- | --------------------- |
| 1  | Italia (bandiera)      | P     | Sergio Marcon         |
| 3  | Italia (bandiera)      | D     | Stefano Lucchini      |
| 4  | Italia (bandiera)      | C     | Riccardo Gissi        |
| 5  | Italia (bandiera)      | D     | Giacomo Dicara        |
| 6  | Italia (bandiera)      | D     | Roberto Ripa          |
| 7  | Italia (bandiera)      | C     | Marco Schenardi       |
| 8  | Italia (bandiera)      | C     | Luigi Riccio          |
| 9  | Italia (bandiera)      | A     | Massimo Borgobello    |
| 10 | Italia (bandiera)      | C     | Francesco Dell'Anno   |
| 11 | Italia (bandiera)      | A     | Fabrizio Miccoli      |
| 12 | Italia (bandiera)      | P     | Cristiano Scalabrelli |
| 13 | Italia (bandiera)      | D     | Gianluca Grava        |
| 14 | Italia (bandiera)      | D     | Filippo Medri         |
| 15 | Paesi Bassi (bandiera) | C     | Jean-Paul van Gastel  |
| 16 | Italia (bandiera)      | C     | Roberto D'Aversa      |
| 17 | Marocco (bandiera)     | C     | Houssine Kharja       |
| 18 | Australia (bandiera)   | C     | Nick Rizzo            |
| 19 | Italia (bandiera)      | A     | Vincenzo Aurino       |
| 20 | Italia (bandiera)      | C     | Fabio Gallo           |
| 20 | Italia (bandiera)      | C     | Franco Semioli        |

| N. |                    | Ruolo | Calciatore           |
| -- | ------------------ | ----- | -------------------- |
| 21 | Italia (bandiera)  | D     | Davide Nicola        |
| 22 | Italia (bandiera)  | P     | Lorenzo Bucchi       |
| 23 | Italia (bandiera)  | C     | Filippo Breschi      |
| 24 | Italia (bandiera)  | C     | Cristian Lizzori     |
| 25 | Italia (bandiera)  | C     | Fabrizio Fabris      |
| 26 | Italia (bandiera)  | D     | Stefano Rossini      |
| 27 | Italia (bandiera)  | A     | Marco Nappi          |
| 27 | Italia (bandiera)  | C     | Ezio Brevi           |
| 29 | Italia (bandiera)  | A     | Cristian Bucchi      |
| 30 | Italia (bandiera)  | D     | Alessandro Cibocchi  |
| 31 | Italia (bandiera)  | P     | Daniele Tazza        |
| 32 | Italia (bandiera)  | C     | Rocco Giannone       |
| 33 | Italia (bandiera)  | P     | Gianmatteo Mareggini |
| 34 | Camerun (bandiera) | C     | Alain Bono           |
| 35 | Camerun (bandiera) | A     | Daniel Chigou        |
| 36 | Italia (bandiera)  | D     | Riccardo Cossu       |
| 37 | Italia (bandiera)  | C     | Romeo Papini         |
| 38 | Italia (bandiera)  | C     | Mirko Matteo         |
| 82 | Italia (bandiera)  | A     | Emanuele Calaiò      |
| 99 | Nigeria (bandiera) | A     | Saidu Adeshina       |

## Risultati

### Campionato

#### Girone di andata
| Arbitro: | Preschern (Mestre) |

|                            |           |  |
| Miccoli 23’, 54’ Gissi 60’ | Marcatori |  |

| Arbitro: | Paparesta (Bari) |

|               |           |             |
| Buonocore 71’ | Marcatori | 81’ Miccoli |

| Arbitro: | Bolognino (Milano) |

|                    |           |                |
| Zaniolo 38’, 45+5’ | Marcatori | 69’, 73’ Nappi |

| Terni 16 settembre 2001 4ª giornata | Ternana            | 0 – 0 | Modena | Stadio Libero Liberati\| Arbitro: \| De Santis (Tivoli) \| |
| Arbitro:                            | De Santis (Tivoli) |       |        |                                                            |

| Arbitro: | Treossi (Forlì) |

|             |           |             |
| Sommese 63’ | Marcatori | 51’ Miccoli |

| Terni 28 settembre 2001 6ª giornata | Ternana          | 0 – 0 | Genoa | Stadio Libero Liberati\| Arbitro: \| Rosetti (Torino) \| |
| Arbitro:                            | Rosetti (Torino) |       |       |                                                          |

| Arbitro: | Braschi (Prato) |

|             |           |                             |
| Miccoli 33’ | Marcatori | 57’ Bocchetti 62’ Montezine |

| Arbitro: | Bertini (Arezzo) |

|                        |           |  |
| Pedone 3’ Colacone 88’ | Marcatori |  |

| Arbitro: | Dondarini (Finale Emilia) |

|  |           |               |
|  | Marcatori | 90+1’ Ambrosi |

| Arbitro: | Preschern (Mestre) |

|                                             |           |  |
| La Grotteria 13’ Guidoni 19’ Bombardini 77’ | Marcatori |  |

| Arbitro: | Cannella (Palermo) |

|  |           |               |
|  | Marcatori | 53’ Cimarelli |

| Arbitro: | Cassarà (Palermo) |

|           |           |            |
| Lopez 49’ | Marcatori | 46’ Fabris |

| Arbitro: | Rodomonti (Teramo) |

|                |           |            |
| Borgobello 28’ | Marcatori | 90’ Rocchi |

| Arbitro: | Dattilo (Locri) |

|                             |           |                           |
| Pizzi 54’ (rig.) Sturba 66’ | Marcatori | 9’ Miccoli 73’ Borgobello |

| Arbitro: | Bertini (Arezzo) |

|  |           |                                    |
|  | Marcatori | 27’ Di Vicino 33’ (rig.) Vignaroli |

| Arbitro: | Palanca (Roma) |

|                                           |           |                                   |
| Iacopino 13’, 51’ Vasari 39’ Cucciari 44’ | Marcatori | 60’ S. Rossini 64’ (rig.) Miccoli |

| Arbitro: | Cannella (Palermo) |

|                                        |           |                                 |
| C. Bucchi 43’ Adeshina 54’ Miccoli 58’ | Marcatori | 51’ Porchia 81’ (rig.) Deflorio |

| Arbitro: | Messina (Bergamo) |

|                              |           |  |
| Cozza 38’ (rig.) Dionigi 71’ | Marcatori |  |

| Arbitro: | Cannella (Palermo) |

|               |           |                |
| C. Bucchi 31’ | Marcatori | 53’ D'Agostino |

#### Girone di ritorno
| Arbitro: | Rizzoli (Bologna) |

|  |           |                                        |
|  | Marcatori | 15’ Miccoli 42’ C. Bucchi 90+2’ Kharja |

| Arbitro: | Castellani (Verona) |

|                      |           |                            |
| Miccoli 8’ Medri 10’ | Marcatori | 13’ Gutierrez 89’ S. Marra |

| Arbitro: | Nucini (Bergamo) |

|                 |           |                        |
| Fabris 66’, 87’ | Marcatori | 41’ Mendil 63’ Zaniolo |

| Arbitro: | Preschern (Mestre) |

|                          |           |  |
| Fantini 35’ Fabbrini 85’ | Marcatori |  |

| Arbitro: | Ayroldi (Molfetta) |

|                                      |           |             |
| C. Bucchi 38’ Kharja 56’ Miccoli 60’ | Marcatori | 71’ Crovari |

| Arbitro: | Castellani (Verona) |

|  |           |                          |
|  | Marcatori | 29’ D'Aversa 65’ Miccoli |

| Arbitro: | Dondarini (Ancona) |

|                 |           |              |
| Artistico 45+3’ | Marcatori | 90+1’ Fabris |

| Terni 8 marzo 2002 27ª giornata | Ternana          | 0 – 0 | Como | Stadio Libero Liberati\| Arbitro: \| Paparesta (Bari) \| |
| Arbitro:                        | Paparesta (Bari) |       |      |                                                          |

| Arbitro: | Collina (Viareggio) |

|                                           |           |             |
| Tiribocchi 5’ M. Vieri 64’ Montervino 88’ | Marcatori | 31’ Miccoli |

| Arbitro: | Rizzoli (Bologna) |

|                           |           |  |
| C. Bucchi 43’ Miccoli 76’ | Marcatori |  |

| Arbitro: | Messina (Bergamo) |

|                               |           |                                  |
| Banchelli 23’ Baiano 49’, 71’ | Marcatori | 28’ Nicola 60’ Calaiò 69’ Dicara |

| Terni 14 aprile 2002 31ª giornata | Ternana            | 0 – 0 | Cagliari | Stadio Libero Liberati\| Arbitro: \| Bolognino (Milano) \| |
| Arbitro:                          | Bolognino (Milano) |       |          |                                                            |

| Arbitro: | Morganti (Ascoli Piceno) |

|                           |           |                           |
| Cribari 64’ Di Natale 76’ | Marcatori | 25’, 43’ (rig.) C. Bucchi |

| Arbitro: | Cesari (Genova) |

|                          |           |            |
| E. Brevi 49’ Miccoli 91’ | Marcatori | 80’ Sturba |

| Salerno 5 maggio 2002 34ª giornata | Salernitana               | 0 – 0 | Ternana | Stadio Arechi\| Arbitro: \| Dondarini (Finale Emilia) \| |
| Arbitro:                           | Dondarini (Finale Emilia) |       |         |                                                          |

| Terni 12 maggio 2002 35ª giornata | Ternana                                | 0 – 0 | Sampdoria | Stadio Libero Liberati\| Arbitro: \| Pellegrino (Barcellona Pozzo di Gotto) \| |
| Arbitro:                          | Pellegrino (Barcellona Pozzo di Gotto) |       |           |                                                                                |

| Arbitro: | Ayroldi (Molfetta) |

|                          |           |                                      |
| Porchia 22’ Deflorio 77’ | Marcatori | 7’ C. Bucchi 42’ Lucchini 85’ Calaiò |

| Arbitro: | Farina (Novi Ligure) |

|                        |           |  |
| C. Bucchi 45+3’ (rig.) | Marcatori |  |

| Arbitro: | De Santis (Tivoli) |

|                              |           |                       |
| Spinesi 23’ Mazzarelli 45+1’ | Marcatori | 90+3’ (rig.) Adeshina |

### Coppa Italia

#### Girone 7
| Arbitro: | Palmieri (Cosenza) |

|  |           |                  |
|  | Marcatori | 13’, 33’ Miccoli |

| Arbitro: | Trefoloni (Siena) |

|                                        |           |               |
| Borgobello 18’ (rig.), 45’ Miccoli 35’ | Marcatori | 56’ Banchelli |

| Arbitro: | Saccani (Mantova) |

|                       |           |                |
| Borgobello 18’ (rig.) | Marcatori | 24’ F. Cossato |

#### Secondo turno
| Arbitro: | P. Rossi (Ciampino) |

|                                         |           |                                                    |
| D'Aversa 17’, 36’, 61’ Nappi 89’ (rig.) | Marcatori | 11’ Scarlato 26’ Bertotto 42’ Iaquinta 53’ Almiron |

| Arbitro: | Cassarà (Palermo) |

|                            |           |  |
| Di Michele 13’, 45’ (rig.) | Marcatori |  |